# Аламедин (река)
Аламеди́н (кирг. Аламүдүн) — река в Аламудунском районе Кыргызстана, левый приток реки Чу. Длина — 78 км, площадь бассейна — 317 км², средний расход воды — 6,36 м³/с, максимальный — 300 м³/с, минимальный — 0,74 м³/с.
Берёт начало с ледника Аламедин в районе северного склона Киргизского Ала-Тоо. В верхней части — течение бурное, пролегает сквозь узкое горное ущелье. При входе в Чуйскую долину русло расширяется и мельчает. Через город Бишкек протекает с юга на север.
В бассейне реки находятся 22 мелких озера общей площадью 0,8 км² и 53 ледника площадью 74,2 км².
Половодье летом (май-сентябрь), межень — зимой. Имеет 33 притока, все незначительные, самый крупный из них — Чункурчак (19 км).
При выходе из ущелья Аламедин в Чуйскую долину (рядом с селением Кок-Джар) построен водоразбор.
На берегах реки расположены селения Кок-Джар, Таш-Мойнок, Беш-Кунгей, Аламедин.
Воды реки широко используются для орошения.